# Вільям Гров
Сер Ві́льям Ро́берт Гров (англ. William Robert Grove; 11 липня 1811 — 1 вересня 1896) — валлійській природорознавець і юрист, один з винахідників паливних елементів.

## Життя
Закінчивши Swansea Grammar School, Вільям Гров поступив до Бразенозького коледжу в Оксфорді, у якому завершив освіту званням бакалавра у 1832.
Одружився з Еммою Поулз у 1837, з якою в нього було шестеро дітей.
За допомогою ідей, які були запропоновані у роботі Крістіана Шонбайна, Гров у 1839 році провів у «Королівському інституті південного Уельсу» перші експерименти з паливним елементом. У цей же рік він розробив «Елемент Грова» — варіант гальванічної комірки, яка складалася з цинкового циліндра в сірчаній кислоті і платини в концентрованій азотній кислоті.
Помер 1896 року. Похований на кладовищі Кенсал-Грін у Лондоні.